# لافينيا ويلسون
لافينيا ويلسون (بالألمانية: Lavinia Wilson)‏ هي ممثلة ألمانية، ولدت في 8 مارس 1980 بميونخ في ألمانيا.

## وصلات خارجية
- لافينيا ويلسون على موقع IMDb (الإنجليزية)
- لافينيا ويلسون على موقع ميتاكريتيك (الإنجليزية)
- لافينيا ويلسون على موقع روتن توميتوز (الإنجليزية)
- لافينيا ويلسون على موقع مونزينجر (الألمانية)
- لافينيا ويلسون على موقع ألو سيني (الفرنسية)
- لافينيا ويلسون على موقع ميوزك برينز (الإنجليزية)
- لافينيا ويلسون على موقع أول موفي (الإنجليزية)
- لافينيا ويلسون على موقع ديسكوغز (الإنجليزية)
- لافينيا ويلسون على موقع قاعدة بيانات الفيلم (الإنجليزية)
- لافينيا ويلسون على موقع ليتربوكسد (الإنجليزية)